# Anthony Mahoungou
Anthony Jean Hervé Mahoungou (Parigi, 12 febbraio 1994) è un giocatore di football americano francese che milita nel ruolo di wide receiver nei Paris Musketeers della European League of Football (ELF).
Dopo aver giocato per la squadre universitarie dei West Hills Falcons e dei Purdue Boilermakers è passato ai Philadelphia Eagles prima e ai Frankfurt Universe poi; selezionato al CFL Global Draft 2021 dagli Ottawa Redblacks, ha successivamente firmato con la squadra professionistica tedesca dei Frankfurt Galaxy.
In seguito ha giocato con i RedBlacks, per poi tornare in ELF ai Rhein Fire.

## Palmarès
- 1 Foster Farms Bowl (2017)
- 1 ELF Championship (Frankfurt Galaxy, 2021)